# Disporella octoradiata
Disporella octoradiata är en mossdjursart som först beskrevs av Campbell Easter Waters 1904.  Disporella octoradiata ingår i släktet Disporella och familjen Lichenoporidae. Inga underarter finns listade i Catalogue of Life.